# Schleichwies
Schleichwies  ist ein Gemeindeteil der Gemeinde Wurmsham niederbayerischen Landkreis Landshut.

## Lage
Der Weiler Schleichwies liegt in der Gemarkung Pauluszell drei Kilometer nordwestlich von Wurmsham und knapp vier Kilometer südöstlich von Velden.

## Vermessungsturm
Von 1937 bis 1948 stand ein 43 Meter hoher hölzerner Vermessungsturm 600 Meter westlich von Schleichwies an der Kreisstraße LA 48 nach Velden gegenüber von der Abzweigung zu den Gehöften Burm und Münzloh. Nachdem dieser abgerissen worden war, stand dort von 1959 bis 1964 ein neuer Holzturm zur trigonometrischen Vermessung.

## Bevölkerungsentwicklung
Um 1871 gab es in Schleichwies 13 Einwohner. Im Mai 1987 lebten dort 17 Einwohner in vier Wohngebäuden.
| Jahr      | 1871 | 1925 | 1950 | 1970 | 1987 |
| Einwohner | 13   | 22   | 20   | 18   | 17   |